# Mara Kovačevićová
Mara Kovačević, srbsky Мара Ковачевић (* 12. prosince 1975 Jugoslávie) je bývalá reprezentantka Jugoslávie a Srbska a Černé Hory v judu.

## Sportovní kariéra
Jejím trenérem byl Miodrag Dimitrijević. V roce 2000 se účastnila olympijských her v Sydney, vypadla v prvním kole.

## Výsledky

### Váhové kategorie
| Turnaj             | 1991       | 1992       | 1993       | 1994       | 1995       | 1996       | 1997       | 1998       | 1999       | 2000       | 2001       | 2002       | 2003       | 2004       |
| Turnaj             | 16         | 17         | 18         | 19         | 20         | 21         | 22         | 23         | 24         | 25         | 26         | 27         | 28         | 29         |
| Turnaj             | těžká váha | těžká váha | těžká váha | těžká váha | těžká váha | těžká váha | těžká váha | těžká váha | těžká váha | těžká váha | těžká váha | těžká váha | těžká váha | těžká váha |
| ------------------ | ---------- | ---------- | ---------- | ---------- | ---------- | ---------- | ---------- | ---------- | ---------- | ---------- | ---------- | ---------- | ---------- | ---------- |
| Olympijské hry     |            | —          |            |            |            | —          |            |            |            | úč.        |            |            |            | —          |
| Mistrovství světa  | —          |            | —          |            | úč.        |            | úč.        |            | úč.        |            | úč.        |            | úč.        |            |
| Mistrovství Evropy | —          | —          | —          | úč.        | úč.        | 5.         | 7.         | úč.        | 7.         | 7.         | 3.         | úč.        | úč.        | úč.        |
| ME juniorů         | 3.         | —          | —          |            |            |            |            |            |            |            |            |            |            |            |

### Bez rozdílu vah
| Turnaj             | 1991 | 1992 | 1993 | 1994 | 1995 | 1996 | 1997 | 1998 | 1999 | 2000 | 2001 | 2002 | 2003 | 2004 |
| Turnaj             | 16   | 17   | 18   | 19   | 20   | 21   | 22   | 23   | 24   | 25   | 26   | 27   | 28   | 29   |
| ------------------ | ---- | ---- | ---- | ---- | ---- | ---- | ---- | ---- | ---- | ---- | ---- | ---- | ---- | ---- |
| Mistrovství světa  | —    |      | —    |      | úč.  |      | 7.   |      | —    |      | úč.  |      | 3.   |      |
| Mistrovství Evropy | —    | 7.   | úč.  | úč.  | úč.  | —    | 5.   | 7.   | —    | —    | 5.   | úč.  | —    | —    |